# Sør-Varanger
Sør-Varanger (Samisch: Mátta-Várjjat, Kveens: Etelä-Varenki) is een gemeente in de Noorse provincie Finnmark. De gemeente telde 10.199 inwoners in januari 2017. Hoofdplaats van de gemeente is Kirkenes. Het aandeel ouderen (67 jaar of ouder) is 12,6%. In juni 2005 was 4,1% van de bevolking werkloos. Sør-Varanger grenst zowel aan Finland als aan Rusland.

## Plaatsen in de gemeente
- Hesseng
- Bjørnevatn
- Kirkenes (hoofdplaats)

## Geboren
- Helga Pedersen (1973), politica

Alta · Båtsfjord · Berlevåg · Gamvik · Hammerfest · Hasvik · Karasjok · Kautokeino · Lebesby · Loppa · Måsøy · Nesseby · Nordkapp · Porsanger · Sør-Varanger · Tana · Vadsø · Vardø